# Lavans-sur-Valouse
Lavans-sur-Valouse är en kommun i departementet Jura i regionen Bourgogne-Franche-Comté i östra Frankrike. Kommunen ligger i kantonen Arinthod som tillhör arrondissementet Lons-le-Saunier. År 2015 hade Lavans-sur-Valouse 146 invånare.

## Befolkningsutveckling
Antalet invånare i kommunen Lavans-sur-Valouse
Referens:INSEE